# الفردو دا موتا
الفردو دا موتا (انگلیسی: Alfredo da Motta؛ زادهٔ ۱۲ ژانویهٔ ۱۹۲۱) بازیکن بسکتبال اهل برزیل است.